# Acrogynomyces
Acrogynomyces — рід грибів родини Laboulbeniaceae. Назва вперше опублікована 1931 року.

## Види
База даних Species Fungorum станом на 19.10.2019 налічує 6 видів роду Acrogynomyces:
- Acrogynomyces arietinus Thaxt., 1931
- Acrogynomyces ellipsoideus Thaxt., 1931
- Acrogynomyces eumicralis Thaxt., 1931
- Acrogynomyces eumicri Thaxt., 1931
- Acrogynomyces eumicricola Thaxt., 1931
- Acrogynomyces hamatus Thaxt., 1931